# NGC 4031
NGC 4031 ist eine Spiralgalaxie mit ausgedehnten Sternentstehungsgebieten vom Hubble-Typ Sb im Sternbild Großer Bär am Nordsternhimmel. Sie ist schätzungsweise 351 Millionen Lichtjahre von der Milchstraße entfernt und hat einen Durchmesser von etwa 75.000 Lichtjahren.
Im selben Himmelsareal befinden sich u. a. die Galaxien NGC 3991, NGC 3994, NGC 3995, NGC 4062.
Das Objekt wurde am 6. April 1864 von Heinrich Louis d’Arrest entdeckt.